# H.265/HEVC
High Efficiency Video Coding (HEVC) – standard kompresji wideo opracowany jako następca H.264/MPEG-4 AVC (Advanced Video Coding). Obecnie jego następcą jest rozwijany H.267/ECM oraz zatwierdzony H.266/VVC (Versatile Video Coding), a także zatwierdzony MPEG-5 part1 o alternatywnym podejściu do zależności patentowych. Standard opracowały wspólnie grupy ISO/IEC JTC 1/SC 29/WG 11 Moving Picture Experts Group (MPEG) i ITU-T SG16/Q.6 Video Coding Experts Group (VCEG) jako standard ISO/IEC 23008-2 MPEG-H Część 2 i ITU-T H.265. MPEG i VCEG założyły organizację Joint Collaborative Team on Video Coding – JCT-VC, aby wypracować wspólny standard HEVC. Pierwsza wersja HEVC została ukończona 25 stycznia 2013, a jako oficjalny standard została ratyfikowana 13 kwietnia 2013.

Wykres PSNR-HVS w bitach na piksel pokazuje, że libvpx (wersja 1.4) z formatem VP9 i x265 (wersja 1.6, format HEVC/H.265) osiąga podobną jakość przy równej przepływności, zgodnie z obiektywną metryką jakości PSNR-HVS

HEVC miał zwiększyć dwukrotnie kompresję danych w porównaniu do H.264/MPEG-4 AVC przy zachowaniu tej samej jakości obrazu. Wspiera rozdzielczości do 8192×4320, co sprawia, że jest kodekiem zdolnym do kompresowania strumieni UHDTV.
Wersja druga została ukończona i zatwierdzona w październiku 2014 i wydana na początku roku 2015. Zawiera w sobie rozszerzenia: RExt (dodające wsparcie dla wyższych głębi kolorów i skali szarości, podpróbkowania chrominancji 4:0:0, 4:2:2 i 4:4:4), SHVC (skalowalności przestrzeni, SNR, gamy kolorów) i MV-HEVC (do wielu widoków). Dodatkowe rozszerzenie 3D-HEVC (wspierające filmy trójwymiarowe) ukończono w lutym 2015. Kolejne rozszerzenie kodowania zawartości ekranu (screen content coding – SCC) jest planowane na początek roku 2016. Ma pozwalać na kodowanie wideo zawierającego renderowane grafiki, tekst i animacje zamiast lub razem z obrazami nagrywanymi kamerą.

## Testy
W testach obejmujących dziewięć sekwencji wideo, z których pięć było w rozdzielczości HD, a cztery w WVGA, redukcja przepływności HEVC Main Profile ustalona w oparciu o współczynnik PSNR wyniosła odpowiednio:
- 35,4% w porównaniu do H.264/MPEG-4 AVC High Profile
- 63,7% w porównaniu do MPEG-4 ASP
- 65,1% w porównaniu do H.263 High Latency Profile
- 70,8% w porównaniu do H.262/MPEG-2 Main Profile.

Jednak redukcja przepływności, ustalona w oparciu o subiektywną ocenę Mean Opinion Score, wyniosła 49,3% w stosunku do H.264/MPEG-4 AVC High Profile.
Stosując metodę pomiarową Bjøntegaard-Delta bit-rate (BD-BR) bazującą na PSNR, koder x264 musiał zwiększyć przepływność o 66,4%, a VP9 o 79,4%, aby zachować taką samą jakość obrazu, jaką uzyskał koder HEVC.. Wynika z tego, że HEVC wymaga o 39,9% mniejszego strumienia danych niż x264 i o 44,3% mniejszego od VP9.
Jeżeli chodzi o kompresję nieruchomych obrazów (zdjęć) za pomocą HEVC Main Still Picture Profile, to stosując metodę porównawczą bazującą na PSNR, można stwierdzić, że pozwala on na redukcję przepływności o:
- 15,8% w porównaniu do H.264/MPEG-4 AVC
- 22,6% w porównaniu do JPEG 2000
- 30% w porównaniu do JPEG XR
- 31% w porównaniu do WebP
- 43% w porównaniu do JPEG.

Wydajność nowego kodeka pozwala na przesył i zdalne udostępnianie materiałów filmowych przeznaczonych zarówno na komputery osobiste, jak i na telefony komórkowe.
Wśród różnic względem poprzedniej generacji kodeków można wymienić m.in.: zastąpienie makrobloków złożoną konstrukcją CTB (Coding Tree Block) o maksymalnych rozmiarach 64×64 pikseli.